# Зантедескія
Зантедескія (також зантедесхія або зантедехія — Zantedeschia) — рід багаторічних трав'янистих рослин родини кліщинцевих (Araceae). Деякі види цього роду — популярні декоративні рослини, звані при продажу зазвичай «каллами»; їх вирощують на зрізання, а також як горшкові культури.
Назва роду була дана німецьким ботаніком Куртом Шпренгелем (1766–1833) в честь італійського ботаніка Джованні Зантедескі (1773–1846).

## Види
1. Zantedeschia aethiopica
2. Zantedeschia albomaculata
3. Zantedeschia elliottiana
4. Zantedeschia jucunda
5. Zantedeschia odorata
6. Zantedeschia pentlandii
7. Zantedeschia rehmannii
8. Zantedeschia valida